# Soltam Rascal
Soltam Rascal – izraelska haubica samobieżna na podwoziu gąsienicowym.

## Historia
Izraelska firma Soltam Systems, doświadczony producent uzbrojenia artyleryjskiego, opracował system Rascal w połowie lat 80. XX wieku. System powstał jako odpowiedź na potrzebę posiadania lekkiego systemu artyleryjskiego, zdolnego do transportu drogą lotniczą, wspierającego własne wojska ogniem kalibru 155 mm. Nośnikiem systemu został opancerzony pojazd gąsienicowy z sześcioma kołami jezdnymi. Pancerz pojazdu jest zdolny do ochrony przed bronią strzelecką oraz odłamkami artyleryjskimi. Załoga pojazdu liczy cztery osoby łącznie z kierowcą. Działo kalibru 155 mm z lufą od długości 39 lub 45 kalibrów umieszczono w tylnej części pojazdu. Działo mogło być hydraulicznie obracane na boki w sektorze 30° a w pionie od 0 do 60°. Z tyłu pojazdu zainstalowano dwa wysuwane wsporniki, stabilizujące konstrukcję podczas wystrzału. Jednostka ognia wynosiła 40 pocisków. Z przodu pojazdu, po prawej stronie stanowiska kierowy umieszczono silnik o zapłonie samoczynnym o mocy 350 KM. Pomimo akcji promocyjnej producenta nie udało się zainteresować systemem żadnych odbiorców. Według niepotwierdzonych informacji, kilka egzemplarzy trafiło na testy do Sił Obronnych Izraela. Na bazie Rascala producent opracował wersję na podwoziu kołowym określaną mianem SPWH 2052 lub ATMOS 2000.